# Till Raoul Wallenberg

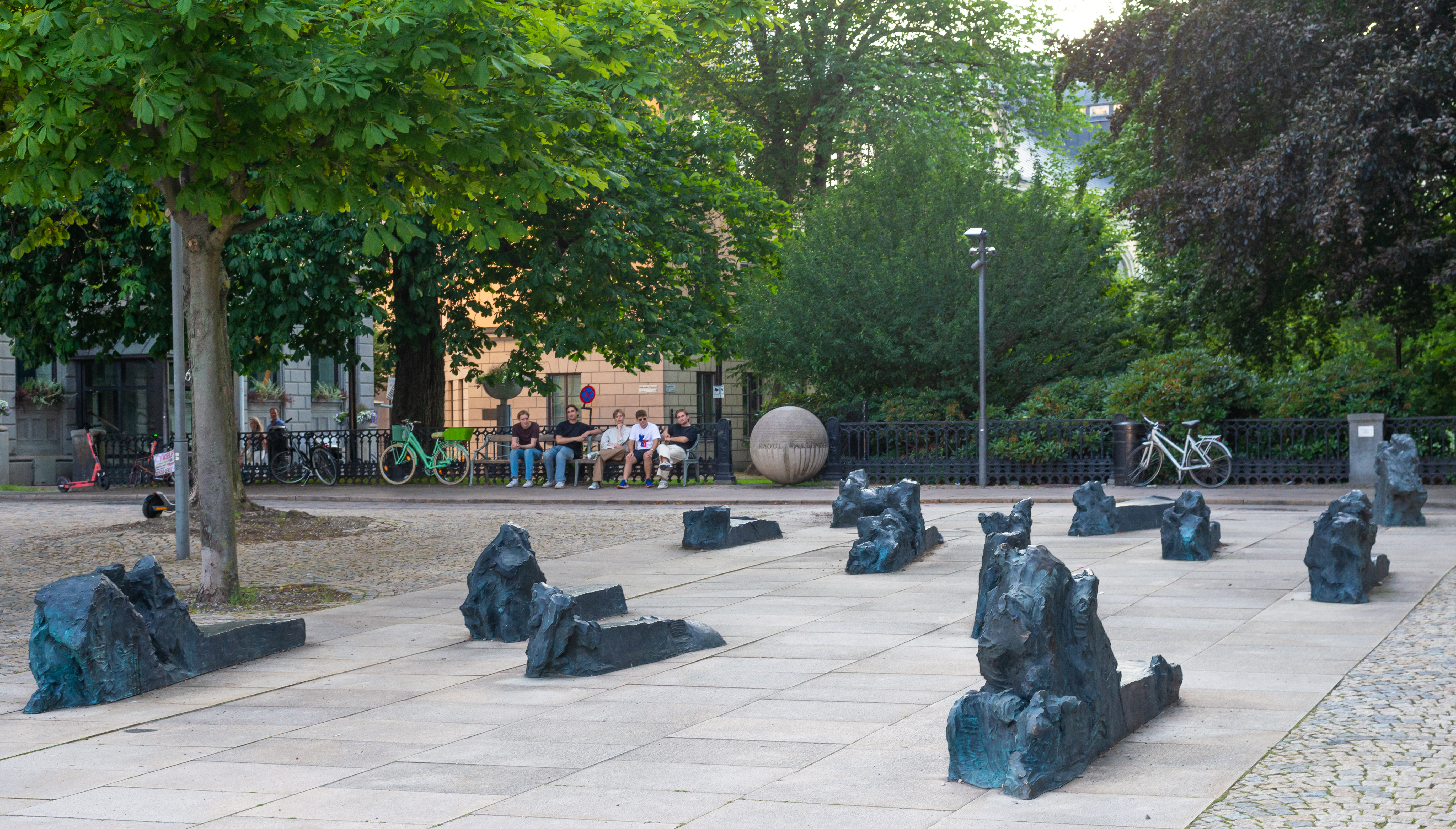
Skulpturgruppen Till Raoul Wallenberg.

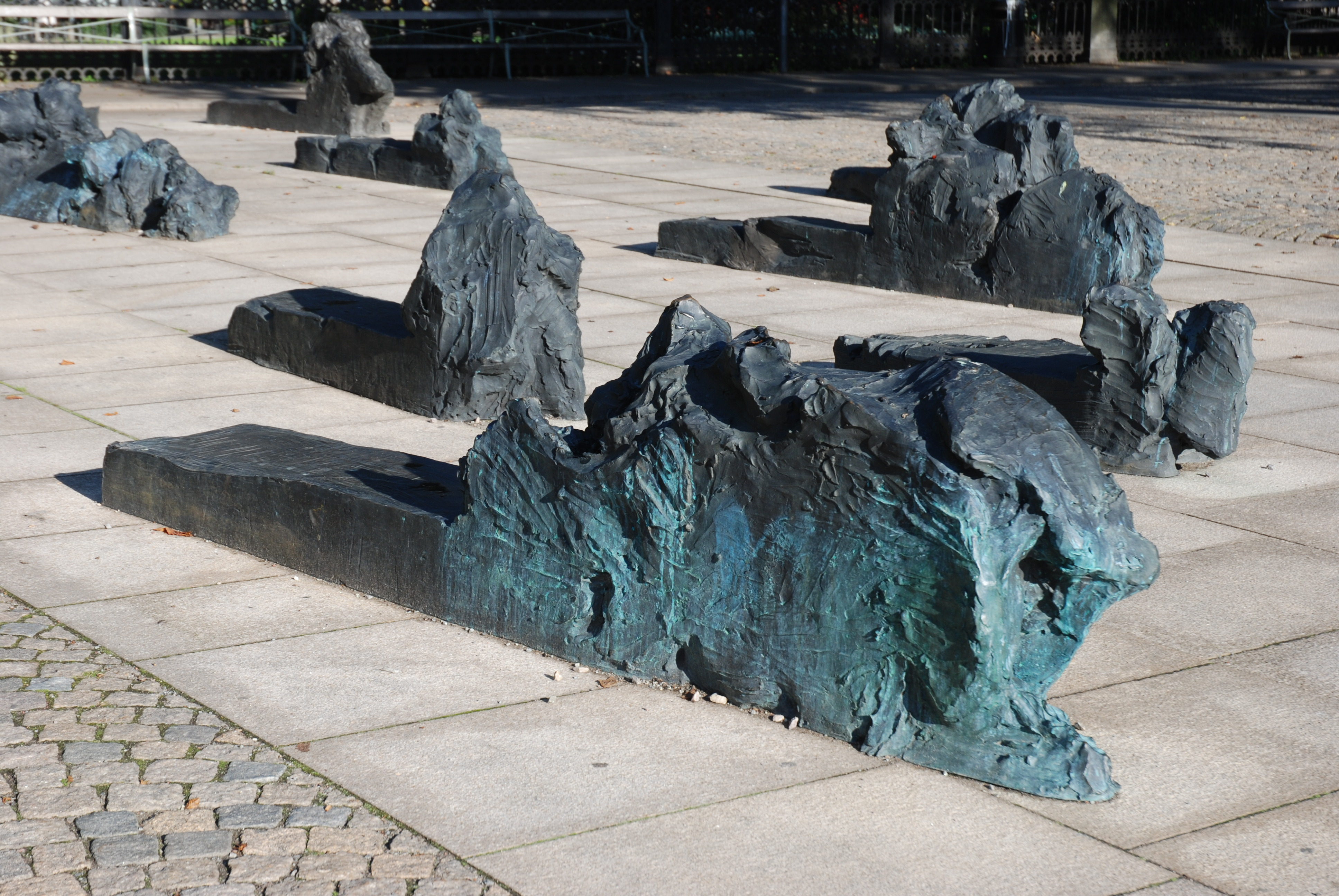
Detalj av Till Raoul Wallenberg

Till Raoul Wallenberg är ett minnesmärke på Raoul Wallenbergs torg i Stockholm, som gjorts av Kirsten Ortwed.

## Bakgrund
En förnyelse av Raoul Wallenbergs Torg planerades i mitten av 1990-talet av Stockholms stads stadsbyggnadskontor under ledning av Aleksander Wolodarski. Stockholms konstråd fick hösten 1997 i uppdrag att få till stånd ett minnesmärke över Raoul Wallenberg på denna plats, och pengar för ett minnesmärke anslogs av staden och staten. En expertgrupp tillsattes för att föreslå sex konstnärer till en skisstävling. Det upprättade tävlingsprogrammet noterade närvaron på torget av det historiska monumentet över John Ericsson av John Börjeson från 1901, och markerade intresset av att åstadkomma ett spännande förhållande mellan det traditionella monumentet och det nya minnesmärket. Det angavs att det nya minnesmärket skulle ges en tydlig nutidsgestaltning.

## Tävling om förslag
Stockholms Konstråd inbjöd sex konstnärer att lämna skissförslag, tre utländska och tre svenska. De sex förslag som inkom i september 1998 var av väsentligen olika karaktär, till exempel föreslog den spanske konstnären Jaume Plensa en stor ljusinstallation. Kirsten Ortweds förslag var en låg markbunden grupp av tolv bronsskulpturer och kommenterade detta bland med att 
| ”                                                         | ...har jag eftersträvat en sfinxliknande form, som är värdig och allvarlig, till Raoul Wallenbergs minne och som samtidigt visuellt kunde leda tankarna till platsen där det hände - husen, gatorna, godsvagnarna, ängslans terror och modet att kämpa | „ |
| – Kirsten Ortwed i sina kommentarer till inlämnat förslag | |   |

Tävlingsjuryn under ledning av Per Wästberg valde Kirsten Ortweds förslag:
| ”                                                                           | Raoul Wallenbergs eget öde är för storslaget för monumentets och minnesmärkets traditionella former. Han finns men inte just här utan längre bort, han har på nytt kastat sig i bilen för att dela ut skyddspass till människor som gett upp allt hopp. Ortwed ger oss fragment, ansatser, gjutformar att fylla med vår egen känsla. Den snabba tidspressade namnteckningen, i lysande brons, är för Ortwed nog som påminnelse. Kring den samlas, eller utifrån den sprider sig, hennes vilande, smygande figurer, namnlösa och förklädda. | „ |
| – Utdrag ur tävlingsjuryns motivering till valet av Kirsten Ortweds förslag | |   |

Under hösten 1998 anslöt sig Stockholms Konstråd och Kulturnämnden till tävlingsjuryns beslut.

## Genomförande
Under våren 1999 utformades lermodeller i full skala och fördes långvariga diskussioner om detaljutformning mellan Kirsten Ortwed, torgarkitekten Alexander Wolodarski och Stockholms stads skönhetsråd. Placeringen av skulpturerna blev slutligen mera samlad än i tävlingsförslaget. Gjutningen av bronsskulpturerna gjordes i Pietrasanta i Toscana och minnesmärket invigdes i augusti 2001. Det mottogs med blandade reaktioner, bland annat har det kritiserats för att vara alltför respektlöst och abstrakt.

## Skulpturgruppen
Minnesmärket består av tolv låga bronsskulpturer utan entydig form, i en grupp och orienterade nedåt det mycket svagt lutande stensatta torget mot Nybroviken samt en ingjutning av Raoul Wallenbergs signatur i brons i marken.
Kirsten Ortweds skulpturgrupp har senare, i juni 2006, kompletterats av en skulptur av arkitekterna Aleksander Wolodarski och Gabriel Herdevall vid torgets anslutning till Berzelii Park. Denna kallas Vägen och består av ett rakt stråk av gatsten och räls från Budapests getto, med ett klot av granit med inskriptioner på 24 olika språk: "Undfly mördarna. Vägen var ofta rak när judar fördes bort att dödas. Vägen var krokig, farlig och kantad av hinder när judar sökte undfly mördarna. Vägen var ofta rak.". Vägen binder samman Raoul Wallenbergs torg med Förintelsemonumentet på gården framför Stora synagogan.
Minnesmärket på Raoul Wallenbergs Torg är ett av ett trettiotal minnesmärken som rests över Raoul Wallenberg över hela världen. I Sverige finns bland annat skulpturer av Willy Gordon i Lidingö, Charlotte Gyllenhammar i Göteborg och Staffan Nihlén (Pienza) i Malmö.